# Йоанис Дякакис
Йоанис Дякакис (на гръцки: Ιωάννης Διακάκης) е гръцки лекар и революционер, деец на гръцката въоръжена пропаганда в началото на ХХ век.

## Биография
Йоанис Дякакис е роден в Солун. Работи като гръцки учител в Гевгелийско и Дойранско. Присъединява се към гръцката въоръжена пропаганда и действа като агент от ІІ ред. По-късно следва медицина и практикува. Негов син е архимандрит Генадий Дякакис.